# Цепная ядерная реакция
Цепна́я я́дерная реа́кция — последовательность единичных ядерных реакций, каждая из которых вызывается частицей, появившейся как продукт этой реакции на предыдущем шаге последовательности. Примером цепной ядерной реакции является цепная реакция деления ядер тяжёлых элементов, при которой основное число актов деления инициируется нейтронами, полученными при делении ядер в предыдущем поколении.

## Механизм энерговыделения
Превращение вещества сопровождается выделением свободной энергии лишь в том случае, если вещество обладает запасом энергии. Последнее означает, что микрочастицы вещества находятся в состоянии с энергией покоя большей, чем в другом возможном, переход в которое существует. Самопроизвольному переходу всегда препятствует энергетический барьер, для преодоления которого микрочастица должна получить извне какое-то количество энергии — энергии возбуждения. Экзоэнергетическая реакция состоит в том, что в следующем за возбуждением превращении выделяется энергии больше, чем требуется для возбуждения процесса. Существуют два способа преодоления энергетического барьера: либо за счёт кинетической энергии сталкивающихся частиц, либо за счёт энергии связи присоединяющейся частицы.
Если иметь в виду макроскопические масштабы энерговыделения, то необходимую для возбуждения реакций кинетическую энергию должны иметь все или сначала хотя бы некоторая доля частиц вещества. Это достижимо только при повышении температуры среды до величины, при которой энергия теплового движения приближается к величине энергетического порога, ограничивающего течение процесса. В случае молекулярных превращений, то есть химических реакций, такое повышение обычно составляет сотни кельвинов, в случае же ядерных реакций — это минимум 107 К из-за очень большой высоты кулоновских барьеров сталкивающихся ядер. Тепловое возбуждение ядерных реакций осуществлено на практике только при синтезе самых лёгких ядер, у которых кулоновские барьеры минимальны (термоядерный синтез).
Возбуждение присоединяющимися частицами не требует большой кинетической энергии, и, следовательно, не зависит от температуры среды, поскольку происходит за счёт неиспользованных связей, присущих частицам сил притяжения. Но зато для возбуждения реакций необходимы сами частицы. И если опять иметь в виду не отдельный акт реакции, а получение энергии в макроскопических масштабах, то это возможно лишь при возникновении цепной реакции. Последняя же возникает, когда возбуждающие реакцию частицы снова появляются как продукты экзоэнергетической реакции.

## Цепные реакции
Цепные реакции часто встречаются среди химических реакций, где роль частиц с неиспользованными связями выполняют свободные атомы или радикалы. Механизм цепной реакции при ядерных превращениях могут обеспечить нейтроны, не имеющие кулоновского барьера и возбуждающие ядра при поглощении. Появление в среде необходимой частицы вызывает цепь следующих, одна за другой реакций, которая продолжается до обрыва цепи вследствие потери частицы-носителя реакции. Основных причин потерь две: поглощение частицы без испускания вторичной и уход частицы за пределы объёма вещества, поддерживающего цепной процесс. 
Если в каждом акте реакции появляется только одна частица-носитель, то цепная реакция называется неразветвлённой. Неразветвлённая цепная реакция не может привести к энерговыделению в больших масштабах.
Если в каждом такте реакции или в некоторых звеньях цепи появляется более одной частицы, то возникает разветвлённая цепная реакция, ибо одна из вторичных частиц продолжает начатую цепь, а другие дают новые цепи, которые снова ветвятся. Правда, с процессом ветвления конкурируют процессы, приводящие к обрывам цепей, и складывающаяся ситуация порождает специфические для разветвленных цепных реакций предельные или критические явления. Если число обрывов цепей больше, чем число появляющихся новых цепей, то самоподдерживающаяся цепная реакция (СЦР) оказывается невозможной. Даже если её возбудить искусственно, введя в среду какое-то количество необходимых частиц, то, поскольку число цепей в этом случае может только убывать, начавшийся процесс быстро затухает. Если же число образующихся новых цепей превосходит число обрывов, цепная реакция быстро распространяется по всему объёму вещества при появлении хотя бы одной начальной частицы.
Область состояний вещества с развитием цепной самоподдерживающейся реакции отделена от области, где цепная реакция вообще невозможна, критическим состоянием. Критическое состояние характеризуется равенством между числом новых цепей и числом обрывов.
Достижение критического состояния определяется рядом факторов. Деление тяжелого ядра возбуждается одним нейтроном, а в результате акта деления появляется более одного нейтрона (например, для 235U число нейтронов, родившихся в одном акте деления, в среднем равно от 2 до 3). Следовательно, процесс деления может породить разветвлённую цепную реакцию, носителями которой будут служить нейтроны. Если скорость потерь нейтронов (захватов без деления, вылетов из реакционного объёма и т. д.) компенсирует скорость размножения нейтронов таким образом, что эффективный коэффициент размножения нейтронов в точности равен единице, то цепная реакция идёт в стационарном режиме. Введение отрицательных обратных связей между эффективным коэффициентом размножения и скоростью энерговыделения позволяет осуществить управляемую цепную реакцию, которая используется, например, в ядерной энергетике. Если коэффициент размножения больше единицы, цепная реакция развивается экспоненциально; неуправляемая цепная реакция деления используется в ядерном оружии.